# Ginástica artística nos Jogos Pan-Americanos de 2007 - Salto feminino
A final feminina do salto da ginástica artística nos Jogos Pan-Americanos de 2007 foi realizada em 17 de julho de 2007.

## Medalhistas
| Ouro   | BRA Jade Barbosa |
| Prata  | USA Amber Trani  |
| Bronze | BRA Lais Souza   |

## Qualificação
| Pos. | Ginasta                 | Pontos | Resultado |
| ---- | ----------------------- | ------ | --------- |
| 1    | BRA Jade Barbosa        | 14,850 | Q         |
| 2    | BRA Lais Souza          | 14,725 | Q         |
| 3    | USA Amber Trani         | 14,662 | Q         |
| 4    | MEX Elsa García         | 14,425 | Q         |
| 5    | MEX Yeny Ibarra         | 14,262 | Q         |
| 6    | COL Jessica Gil         | 14,062 | Q         |
| 7    | CAN Charlotte Mackie    | 13,912 | Q         |
| 8    | CUB Yahanara Sese       | 13,887 | Q         |
| 9    | ARG Ayelen Tarabini     | 13,725 | R         |
| 10   | CHI Martina Castro Lazo | 13,687 | R         |
| 11   | CAN Brittany Rogers     | 13,675 | R         |

- Q - qualificada para a final
- R - reserva

## Final
| Pos.              | Ginasta              | Salto 1 | Salto 1 | Salto 1 | Salto 1       | Salto 2 | Salto 2 | Salto 2 | Salto 2       | Total  |
| Pos.              | Ginasta              | Nota A  | Nota B  | Pen.    | Nota do salto | Nota A  | Nota B  | Pen.    | Nota do salto | Total  |
| ----------------- | -------------------- | ------- | ------- | ------- | ------------- | ------- | ------- | ------- | ------------- | ------ |
| Medalha de ouro   | BRA Jade Barbosa     | 5,800   | 9,500   |         | 15,300        | 5,200   | 9,325   |         | 14,525        | 14,912 |
| Medalha de prata  | USA Amber Trani      | 5,800   | 9,225   |         | 15,025        | 5,200   | 9,225   |         | 14,425        | 14,725 |
| Medalha de bronze | BRA Lais Souza       | 5,500   | 9,375   |         | 14,875        | 5,200   | 9,225   |         | 14,425        | 14,650 |
| 4                 | MEX Elsa García      | 5,500   | 9,300   |         | 14,800        | 4,800   | 9,325   |         | 14,125        | 14,462 |
| 5                 | MEX Yeny Ibarra      | 5,900   | 8,250   |         | 14,150        | 5,200   | 9,175   |         | 14,375        | 14,262 |
| 6                 | CAN Charlotte Mackie | 5,000   | 9,175   |         | 14,175        | 5,000   | 9,025   |         | 14,025        | 14,100 |
| 7                 | COL Jessica Gil      | 5,500   | 9,025   |         | 14,525        | 4,800   | 8,825   | 0,1     | 13,525        | 14,025 |
| 8                 | CUB Yahanara Sese    | 5,500   | 8,325   | 0,1     | 13,725        | 4,600   | 9,350   |         | 13,950        | 13,837 |